# Tongren
Pour les articles homonymes, voir Tongren (homonymie).
Tongren (铜仁 ; pinyin : Tóngrén) est une ville de la province du Guizhou en Chine. C'est une ville-district, chef-lieu de la préfecture de Tongren.

## Démographie
La population du district était de 317 011 habitants en 1999.